# ۴۵۳۲ کوپلند
سیارک ۴۵۳۲ (به انگلیسی: 4532 Copland، نامگذاری:1985GM1) چهار هزار و پانصد و سی و دومین سیارک کشف شده‌است که در ۱۵ آوریل ۱۹۸۵ کشف شد.
قدر مطلق سیارک برابر ۱۲٫۱۰ است.